# Yamauchi Yuichi
Yuichi Yamauchi (sinh ngày 26 tháng 10 năm 1984) là một cầu thủ bóng đá người Nhật Bản.

## Sự nghiệp câu lạc bộ
Yuichi Yamauchi đã từng chơi cho Roasso Kumamoto, V-Varen Nagasaki, Blacktown City, Sydney United và TTM Customs.